# Làng (truyện ngắn)
Làng là tác phẩm văn học của nhà văn Kim Lân, thuộc thể loại truyện ngắn, viết về đề tài làng quê Việt Nam trong thời kỳ chiến tranh ở Đông Dương.
Truyện ngắn này được sáng tác vào thời kì đầu trong thời kỳ chiến tranh Đông Dương và được đăng lần đầu trên tạp chí Văn nghệ năm 1948. Tác phẩm được Bộ Giáo dục và Đào tạo Việt Nam đưa vào giảng dạy trong chương trình Ngữ văn lớp 9.

## Tác giả
Bài chi tiết: Kim Lân
Kim Lân có tên khai sinh là Nguyễn Văn Tài (1920 - 2007), quê ở huyện Từ Sơn, tỉnh Bắc Ninh. Ông là cây bút chuyên viết truyện ngắn và đã có sáng tác đăng báo trước Cách mạng tháng Tám 1945. 
Vốn là người gắn bó và am hiểu sâu sắc cuộc sống ở nông thôn. Kim Lân thường viết về sinh hoạt làng quê và cảnh ngộ của người nông dân.

## Tóm tắt truyện ngắn
Câu chuyện kể về ông Hai Thu, người ở làng Chợ Dầu. Khi kháng chiến chống Pháp bùng nổ, theo lời kêu gọi của Chủ tịch Hồ Chí Minh, toàn dân tham gia kháng chiến, kể cả hình thức tản cư. Do hoàn cảnh, ông Hai đã cùng vợ con lên tản cư tại Bắc Ninh dù rất muốn ở lại làng mình chiến đấu. 
Ở nơi tản cư, tối nào ông cũng sang nhà bác Thứ bên cạnh để khoe về làng mình rằng làng ông có nhà cửa san sát, có đường thôn ngõ xóm sạch sẽ. Ông khoe về cái phòng thông tin, cái chòi phát thanh và phong trào kháng chiến của làng, khi kể về làng mình, ông say mê, háo hức lạ thường. Ở đây, ngày nào ông cũng đều ra phòng thông tin để nghe tin tức về cuộc kháng chiến, ông vui mừng trước những chiến thắng của quân dân ta. 
Nhưng rồi một hôm, ở quán nước nọ, ông nghe được câu chuyện của một bà dưới xuôi lên tản cư nói rằng làng chợ Dầu theo giặc. Ông vô cùng đau khổ, xấu hổ, cúi gầm mặt đi thẳng về nhà, suốt ngày ông chẳng dám đi đâu, chẳng dám nói chuyện với ai, chỉ nơm nớp lo mụ chủ nhà đuổi, hàng xóm láng giềng xa lánh. Buồn khổ quá, ông đã tâm sự với đứa con út cho khuây khỏa. Ông có ý định sẽ về làng để xác minh sự thật nhưng lại tự mình phản đối vì nghĩ về làng chính là bỏ kháng chiến, bỏ cụ Hồ bởi làng ông đã theo Tây mất rồi. Thế rồi một hôm có ông chủ tịch xã lên chơi cải chính tin làng ông theo giặc. Ông lão sung sướng, đi khắp làng khoe khắp làng rằng nhà ông đã bị đốt nhẵn. Tối hôm ấy, ông lại sang nhà bác Thứ kể về chuyện làng mình.